# Kalvträsks kyrka
Kalvträsks kyrka är en kyrkobyggnad i Kalvträsk. Den tillhör numera Burträsk församling i Luleå stift. Kyrkan är en av Sveriges två tolvsidiga centralkyrkor. Den andra är Sankt Johannes kyrka i Habo. Även Näshults kyrka i Vetlanda kommun är tolvsidig. Den består dock av ett långhus med tresidiga utbuktningar.

## Byggnadens historia
Till följd av det stora avståndet och de närmast obefintliga vägförbindelserna mellan Kalvträskbygden och Burträsk uppmärksammades redan tidigt behovet av ett kapell eller bönhus i denna del av Burträsks församling. 1781 samlades bybor från Åsen och Villvattnet för att diskutera ett kapellbygge men kostnaderna ansågs alltför betungande för bygdens fåtaliga befolkning. Först ungefär 100 år senare, 1879, fattades beslutet att en kapellbyggnad skulle uppföras i Kalvträsk.
Sommaren 1886 påbörjades kapellbygget. Ritningarna var gjorda av G.O. Tundal vid Robertsfors bruk. Dessa ritningar överensstämmer i det närmaste exakt med de ritningar Tundahl gjorde till Holmöns kyrka 1888, vilka underkändes av överintendentsämbetet. Vid denna tid var nygotiken den förhärskande arkitekturstilen och kontrollmyndigheten under ledning av Helgo Zetterwall var tveksam till alla former av centralkyrkor. Även mindre extrema förslag än detta med en tolvkantig grundplan och en platt lökkupol som tornspira underkändes. När det som här rörde sig om ett kapell var myndighetens kontroll inte lika strikt och kapellet kom trots allt att färdigställas och invigas 1889. Redan 1896 kläddes byggnaden med stående locklistpanel. Åren 1912–1913 gjordes en mer genomgripande ombyggnad. Lökkupolen ersattes med en kort spira och de timrade väggarna kläddes med papp som målades ljusgul. Efter detta kunde kapellet invigas som kyrka 1913.
År 1919 bildades Kalvträsks församling där kyrkan blev församlingskyrka. År 1933 skedde åter en omfattande restaurering. Väggarna kläddes då invändigt med masonit och kyrkan målades om i olika ljusa färgtoner såväl utvändigt som invändigt. Innertaket målades dock i en mörkare blågrå nyans och ströpplades, det vill säga dekorerades med målade ljusa stjärnor.
År 1952 sänktes altarundeln och predikstolen. Viss ommålning skedde också vid detta tillfälle. Åren 1982–1983 skedde ytterligare ommålning. Utvändigt målades kyrkan vit. Invändigt målades taket då eller redan 1952 i en enhetlig blågrön färgnyans. 
Kyrkan har 250 sittplatser. Det tolvkantiga kyrkorummet är 17,5 meter tvärs över invändigt och 18 meter utvändigt. Den invändiga höjden är 7,5 meter. Trots de begränsade måtten upplevs kyrkan till följd av sin tolvkantiga form som förhållandevis stor.

## Interiör och inventarier
Kyrkan är än idag invändigt målad i ljusa färger. Altaruppsatsen från 1913 är utförd i jugendstil med klassicistiska drag. Altarmålningen av Otto Wretling föreställer Kristus på korset med Kalvträsket och Vitberget som bakgrund. Konstnärens avsikt med detta torde vara att framhålla det kristna budskapets relevans oberoende av tid och plats.   

## Orgel
Kyrkans orgel är byggd av Pehr Zacharias Strand 1839 och är sålunda äldre än kyrkan. Fram till 1903 stod den i Burträsks kyrka.
Orgeln har sju orgelstämmor fördelade på en manual. Pedalklaviaturen är bihängd och saknar därför självständiga stämmor. Manualklaviaturen täcker ett omfång från stora C till trestrukna f och pedalenklaviaturen från stora C till ettstrukna d. Fyra stämmor har delade slejfer mellan stora H och lilla c.

### Disposition
Orgeln har följande disposition angivet efter registrens placering från vänster till höger:
- Trumpet 8´ bas
- Trumpet 8´ diskant
- Oktava 2´
- Qvinta 3´ (Kvinta 2 2/3')
- Gedakt 8´
- Fugara 8´ diskant
- Principal 8´ bas
- Principal 8´ diskant
- Oktava 4´ bas
- Oktava 4´ diskant
- Spärrventil